# Nachal Koses
Nachal Koses (hebrejsky: נחל כוסס) je vádí v severní části Negevské pouště, která spadá do pobřežní nížiny, v jižním Izraeli, nedaleko pásma Gazy.
Začíná v nadmořské výšce okolo 100 metrů na severozápadním okraji města Sderot, poblíž dálnice číslo 34. Směřuje pak k severozápadu mírně zvlněnou krajinou a jihovýchodně od vesnice Erez ústí zprava do toku Nachal Mekorot.